# Калинин, Ариан Павлович
Ариан Павлович Калинин (1 марта 1927, Ардатов, Симбирская губерния, РСФСР — 28 октября 2016, Москва, Российская Федерация) — советский и российский эндокринолог, член-корреспондент РАН (2014; член-корреспондент РАМН с 1995).

## Биография
В детстве жил в деревне, расположенной в Горьковской области в 30 км от города Ардатов и, в которой родители преподавали в начальной школе, а отец одновременно был и председателем организованного им колхоза.
В 1950 г. с красным дипломом окончил Казанский медицинский институт. Продолжил обучение в ординатуре при хирургической кафедре, возглавляемой И. В. Домрачёвым — учеником А. В. Вишневского. Защитил кандидатскую диссертацию, посвященную морфологическим изменениям брюшины и желудка при язве желудка и двенадцатиперстной кишки.
С 1950 по 1960 г. работал ассистентом кафедры хирургии Казанского Государственного института усовершенствования врачей (ГИДУВ), в 1960—1967 гг. — старший научный сотрудник хирургического отделения Всесоюзного института экспериментальной эндокринологии и химии гормонов Минздрава СССР. После стажировки в столичной клинике профессора Е. Н. Мешалкина впервые в Казани внедрил в медицинскую практику интубационный наркоз.
В 1967 г. защитил докторскую диссертацию на тему «Хирургическое лечение болезни Иценко — Кушинга» (1967). В 1965 г. в соавторстве он опубликовал первую в Советском Союзе монографию «Феохромоцитома».
С 1967 г. начал работать в Московском областном научно-исследовательском клиническом институте им. М. Ф. Владимирского сначала в должности старшего научного сотрудника отдела клинической хирургии, а затем более чем 40 лет был заведующим отделением хирургической эндокринологии (позднее на его базе стал функционировать Российский центр эндокринной хирургии). Также являлся профессором кафедры терапевтической и хирургической эндокринологии факультета усовершенствования врачей (ФУВ) МОНИКИ.
Первым в мире выдвинул новую теорию возникновения язвы желудка (где доказывал, что язва начинается не со слизистой, а с циррозной оболочки), сделал первую в СССР операцию по удалению надпочечников. Инициатор применения плазмафереза, гемосорбции и УФО крови при лечении эндокринных патологий. Создатель собственной клинической научной школы, специализирующейся на различных аспектах хирургии надпочечников и исследованиях в области диагностики и лечения первичного гиперпаратиреоза.
Автор свыше 700 печатных работ, в числе которых 20 монографий, 4 руководства для хирургов. Под его руководством или при его научной консультации защищено 20 докторских и 43 кандидатских диссертации.
Являлся руководителем Российского центра эндокринной хирургии, руководитель секции хирургической эндокринологии Российской ассоциации эндокринологов, президент Московской областной ассоциации эндокринологов. Был почетным профессором 16 медицинских вузов и НИИ, в том числе Азербайджана, Киргизии, Украины.
Умер в 2016 году. Похоронен на Троекуровском кладбище.

## Награды и звания
Удостоен звания «Заслуженный деятель науки РСФСР». Награжден медалью ордена «За заслуги перед Отечеством II степени».